# Svenska Naturskyddsföreningen
Naturskyddsföreningen (littéralement association de protection de la nature) (avant Svenska Naturskyddsföreningen) est une association à but non lucratif suédoise agissant dans le domaine de la conservation de la nature. L'association comptait 192 000 membres au début de 2012. Elle fut fondée le 16 mai 1909 à Stockholm. Plusieurs de ses fondateurs sont aussi à l'origine des premières lois de conservation de la nature en Suède, publiées elles aussi en 1909, avec entre autres la fondation des 9 premiers parcs nationaux de Suède et d'Europe. Plus récemment, l'association est aussi à l'origine du label Bra Miljöval récompensant les produits respectueux de l'environnement.
L'association a pour symbole un faucon pèlerin.